# Polygala sancti-georgii
Polygala sancti-georgii är en jungfrulinsväxtart som beskrevs av Riley. Polygala sancti-georgii ingår i släktet jungfrulinssläktet, och familjen jungfrulinsväxter. Utöver nominatformen finns också underarten P. s. oblanceolata.